# Kritische micelconcentratie
De kritische micelconcentratie (CMC, critical micelle concentration) wordt gedefinieerd als de concentratie surfactanten waarboven micellen spontaan vormen. Wanneer surfactanten aan een oplosmiddel (over het algemeen water) worden toegevoegd zullen ze zich in het begin verdelen over het water-lucht-grensvlak, waarbij de vrije energie van het systeem verlaagd wordt door a) de energie van het grensvlak te verlagen (berekend als oppervlakte x oppervlaktespanning) en b) door hydrofobe delen van de surfactant af te schermen van water (hydrofoobeffect).
Als de dekkingsgraad door surfactanten hoger wordt en de vrije energie van het oppervlak (oppervlaktespanning) lager wordt zullen de surfactanten beginnen met aggregeren tot micellen, waarbij de vrije energie van het systeem verder verlaagd wordt door het verminderen van het contactoppervlak tussen hydrofobe delen van de surfactanten met water.
Wanneer de CMC bereikt wordt zal het toevoegen van meer surfactanten in het ideale geval alleen leiden tot een verhoging van het aantal micellen.
Er zijn diverse theoretische definities van de CMC. Een bekende definitie is dat de CMC de totale concentratie van surfactanten is onder de omstandigheden:
als C = CMC, (d3F/dCt3) = 0
F = a[micel] + b[monomeer]: functie van surfactantoplossing
Ct: totale concentratie
a, b: proportionele constanten
Vandaar dat de CMC afhangt van de meetmethode aangezien a en b afhangen van de eigenschappen van de oplossing zoals geleidbaarheid en fotochemische eigenschappen. Als de aggregatie monodispers is hangt de CMC niet af van de gebruikte methode. Wanneer de aggregatie echter polydispers is hangt de CMC af van zowel de gebruikte methode als de dispersie.
De CMC is een belangrijke eigenschap van een surfactant. Voordat de CMC bereikt wordt, verandert de oppervlaktespanning sterk met de concentratie van de surfactant. Nadat de CMC bereikt is blijft de oppervlaktespanning constanter.
De CMC is de concentratie van surfactanten in de bulk waarbij micellen beginnen te vormen. Het woord bulk is belangrijk omdat surfactanten zich over de bulk en het grensvlak verdelen en de CMC onafhankelijk van het grensvlak is. In de meeste gevallen, zoals voor oppervlaktespanningmetingen of geleidbaarheidmetingen, is de hoeveelheid surfactant op het grensvlak verwaarloosbaar klein ten opzichte van de bulk en wordt de CMC benaderd door de totale concentratie zoals in de meeste leerboeken wordt gedaan.
Er zijn belangrijke situaties waarin de grensvlakken groot zijn en de hoeveelheid surfactant aan het grensvlak niet genegeerd kan worden. Bijvoorbeeld als in een oplossing van surfactanten boven de CMC van de onderkant luchtbellen worden geblazen. Deze bellen nemen, als ze naar de oppervlakte stijgen, surfactanten uit de bulk mee naar de bovenkant van de oplossing waar ze een schuim vormen, waarbij de concentratie in de bulk vermindert. Dit is een van de eenvoudigste methoden om surfactanten uit een oplossing te krijgen. In schuimen met een groot genoeg grensvlak zullen zich geen micellen bevinden. Een vergelijkbare redenering geldt ook voor emulsies.
De andere situatie doet zich voor in detergenten. Men begint met een concentratie boven de CMC en wanneer een stof met een groot grensvlak wordt toegevoegd, en op het evenwicht wordt gewacht, komt de surfactantconcentratie onder de CMC en zijn er geen micellen meer. Daarom speelt solubilisatie een kleine rol. Vettig vuil wordt verwijderd door de contacthoek te veranderen en vervolgens in de vorm van een emulsie af te voeren.
De studie naar de aggregatie van lipiden (amfifielen) staat bekend als lipide-polymorfisme, en is een onderdeel van huidig academisch onderzoek.